# Wendlandiella gracilis

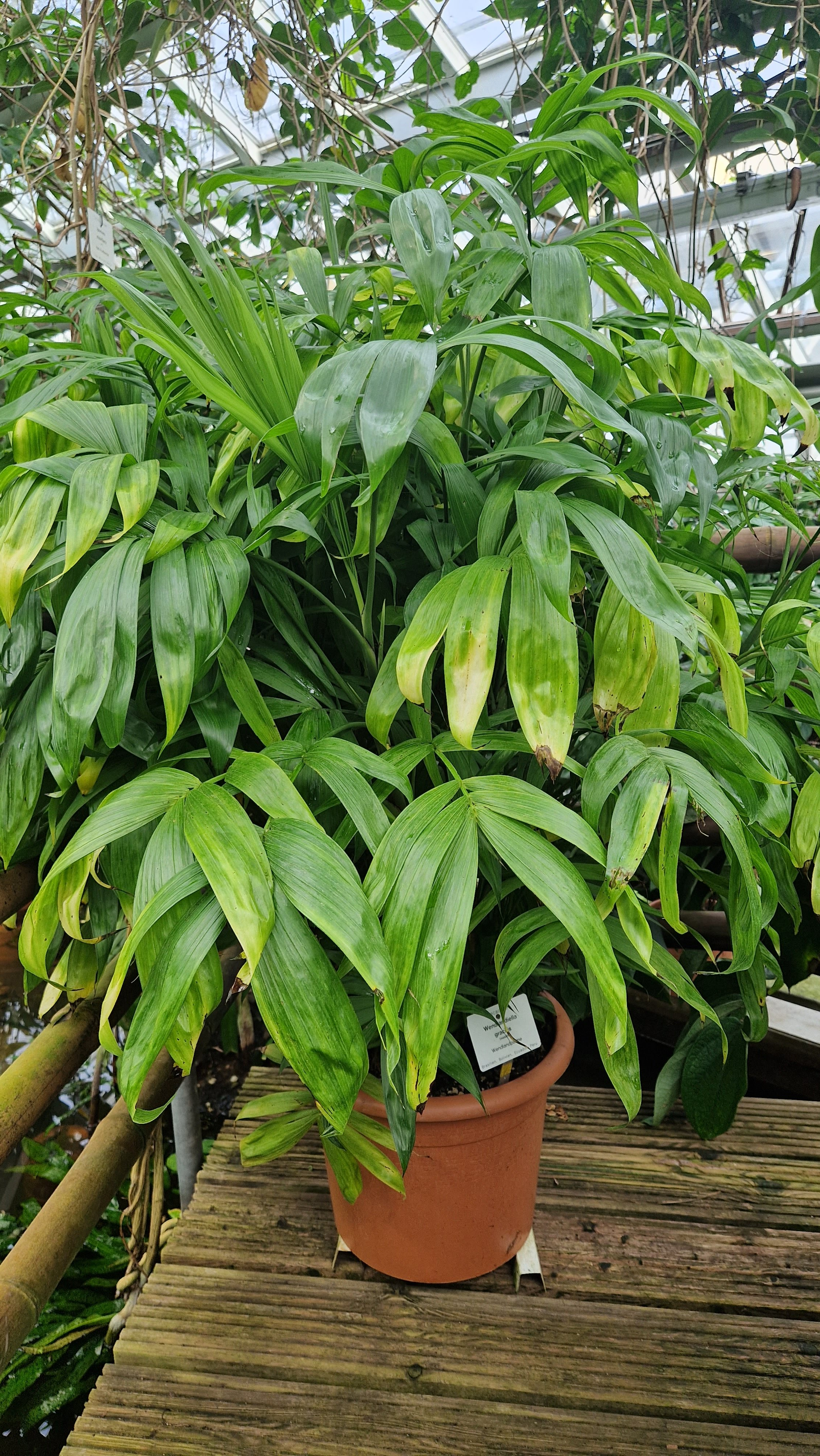
Wendlandiella gracilis: Vista de toda la planta (aprox. 1 metro de altura)

Wendlandiella es un género monotípico de plantas fanerógamas perteneciente a la familia  de las palmeras (Arecaceae). Su única especie Wendlandiella gracilis, es originaria de América desde Perú y Bolivia hasta el norte de Brasil.

## Descripción
Es una planta enana, desarmada, dioica. Tallo con entrenudos muy delgados, largo, rodeado de cicatrices de las hojas. Hojas pinnadas, bífidas y pinnadas; con 24 foliolos por lado. Las inflorescencias interfoliares, estaminadas y pistiladas superficialmente similares. Las frutas elipsoidales, de color naranja-rojo en la madurez del estigma; epicarpio liso, mesocarpio, fibras finas, que carecen de endocarpio membranosas, no adherentes a la semilla. Semillas con una sola rama rafe ventral curva en la parte superior y una curvatura de la rama secundaria alrededor de cada superficie lateral, endospermo homogénea; embrión laterales ligeramente por debajo de la media. Germinación y eophyll registrado. Citología: tiene un número de cromosomas de 2n = 28

## Taxonomía
Wendlandiella gracilis fue descrito por Carl Lebrecht Udo Dammer  y publicado en Botanische Jahrbücher für Systematik, Pflanzengeschichte und Pflanzengeographie 36(Beibl. 80): 32. 1905.
Etimología
Wendlandiella: nombre genérico que fue nombrado en honor  de Hermann Wendland.
gracilis: epíteto latíno que significa "delgada, esbelta"
Variedades aceptadas
- Wendlandiella gracilis var. polyclada (Burret) A.J.Hend.
- Wendlandiella gracilis var. simplicifrons (Burret) A.J.Hend.

Sinonimia
- Wendlandiella gracilis var. gracilis[5]

## Nombres comunes
- Chontilla, ponilla (Perú).[6]